# 可児市立兼山小学校
可児市立兼山小学校（かにしりつ かねやましょうがっこう）は岐阜県可児市兼山にある公立小学校。
2022年（令和4年）より小規模特認校の指定を受けている。

## 通学区域
- 通学区域は兼山（もとの兼山町）である。公立中学校の進学先は可児郡御嵩町にある可児市御嵩町中学校組合立共和中学校である[1]。

## 沿革
- 1872年（明治5年） - 私塾一貫社が開校。
- 1873年（明治6年） - 一貫義校に改称する。
- 1882年（明治15年）[2] - 兼山小学校に改称する。分教場を兼山村2番地に設置。
- 1884年（明治17年） - 錦織村の継志支校（伊岐津志村の継志学校[3]の支校）が兼山小学校継志分校となる。
- 1885年（明治18年） - 新校舎完成。兼山村2番地の分教場を廃止。継志分校が錦織尋常小学校[4]として分立。
- 1886年（明治19年） - 高等科、尋常科、簡易科を併設する。
- 1893年（明治26年） - 兼山尋常小学校に改称する。
- 1893年（明治26年） - 兼山尋常高等小学校に改称する。
- 1932年（昭和7年） - 現在地に移転。
- 1941年（昭和16年） - 兼山国民学校に改称する。
- 1947年（昭和22年） - 兼山町立兼山小学校に改称する。
- 1981年（昭和56年） - 新校舎（鉄筋コンクリート造）、屋内運動場が完成。
- 2005年（平成17年）5月1日 - 兼山町が可児市に編入される。同時に可児市立兼山小学校に改称する。
- 2022年（令和4年）4月 - 小規模特認校の指定を受ける。

## その他
- 1885年竣工した校舎は、懸造りの三階建ての建物である。この校舎は解体修理を行い、1994年（平成6年）に兼山町歴史民俗資料館（現・戦国山城ミュージアムとして開館している[5]。